# Offizielles Kursbuch

Gestaltung bis zum Winterfahrplan 1957/58

Gestaltung vom Sommerfahrplan 1958 bis zum Winterfahrplan 1981/82

Elektronische Ausgabe des Offiziellen Kursbuchs, 2000/01, für DOS

Das Offizielle Kursbuch (bis 1981 Amtliches Kursbuch) ist gestützt auf Art. 10 der Fahrplanverordnung das im Auftrag des Bundesamtes für Verkehr bei Stämpfli herausgegebene Kursbuch der Schweiz. Publiziert wird das Kursbuch seit 2005/06 online auf einer dafür zur Verfügung gestellten Website (fahrplanfelder.ch), bis 2016/17 erschien es ebenfalls als gedruckte Ausgabe. Von 2018 bis 2023, seit der Einstellung des gedruckten Offiziellen Kursbuchs, gaben die Fahrgastvereine VCS, Pro Bahn Schweiz und IGöV den bisherigen ersten Band (Bahnen, Seilbahnen, Schiffe) in gedruckter Form heraus, nicht jedoch das Buskursbuch.
Gesetzliche Grundlage für die Publikation des Offiziellen Kursbuches sind Art. 9 und 10 Fahrplanverordnung. Das Offizielle Kursbuch ist folglich das offizielle Verzeichnis von Fahrplänen für die Schweiz und einen bestimmten Zeitraum. Die Fahrpläne der im Kursbuch enthaltenen Bahnstrecken, Schifffahrtslinien, Seilbahnen und Buslinien sind jeweils als PDF einzeln in tabellarischer Form dargestellt. Dabei erhält jede Strecke eine Nummer, mit welcher jede Bahnstrecke bzw. Buslinie leicht zu finden ist, zum Beispiel Fahrplanfeld 600 für die Gotthardbahn.

## Geschichte

### Kursbücher
Das erste Schweizer Kursbuch erschien am 1. Oktober 1905 durch eine Zusammenarbeit der Druckerei Stämpfli aus Bern, der Oberpostdirektion und der SBB.
Neben den Bahnstrecken sind in den Schweizer Kursbüchern auch die Bus-, Seilbahn- und Schiffslinien enthalten. Bis zum Winterfahrplan 1981/82 wurde es als Amtliches Kursbuch bezeichnet und erschien zweimal jährlich in je einem Band als Sommer- und Winterfahrplan. Es war mit farbigem Papier aufgeteilt in fünf Bereiche:
- grün: Informationen, Tarife, Ortsverzeichnis
- rot: internationale Bahnfahrpläne (Felder B bis Z2)
- weiss: Eisenbahnlinien (Felder 1 bis 130c), Seilbahnen (Felder 131 bis 324) sowie Tram- und Trolleybuslinien, soweit sie nicht deutlich dem innerstädtischen Verkehr zuzuordnen waren
- blau: Schiffslinien (Felder 351 bis 379)
- gelb: Autobuslinien, inklusive innerstädtischem Verkehr, und Pferdekutschen, geordnet nach Postkreisen (Felder 401 bis 848d)

Seit der Einführung des Taktfahrplans im Sommer 1982 trägt es die Bezeichnung Offizielles Kursbuch. Seit der Einführung des Jahresfahrplans zum 31. Mai 1987 wurde es zweiteilig herausgegeben: Der blaue, ca. 1300 Seiten dicke Band beinhaltete die Eisenbahn-, Bergbahn- und Schiffslinien. Der zweite, gelbe Band umfasste rund 2500 Seiten und enthielt die Busfahrpläne. Mit dem Angebotsausbau, aber auch mit der Differenzierung der Angebote zwischen Arbeitstagen und Wochenenden, nahm der Umfang zu und kam an die Grenze dessen, was die Buchbinderei noch verarbeiten konnte. 1996 betrug die Auflage 260'000 Exemplare. Im Dezember 2005 erschien der gelbe Band deshalb im Format DIN A4, womit zwei Seiten pro Blatt gedruckt werden konnten. Das grössere Format wurde teilweise kritisiert und verursachte neue logistische Probleme. Deshalb wurde das Buskursbuch auf das Fahrplanjahr 2008 hin in zwei Bände im DIN-A5-Format aufgeteilt, womit das Kursbuch seit dem 9. Dezember 2007 dreiteilig ist. Seit Dezember 2005 ist der gesamte Inhalt des Kursbuches auch in PDF-Form im Internet verfügbar. Die Liste der aktuellen Fahrplanfelder kann auf der offiziellen Homepage abgefragt und heruntergeladen werden.
Als Alternative und Konkurrenz zum Kursbuch konnte ab 1989 die elektronische Fahrplanauskunft Finajour gekauft werden, welche alle Bahnverbindungen enthielt. Später verkauften die SBB bis und mit Fahrplan 2010 Fahrplandisketten und später CDs auf Basis der Software HAFAS. Diese Datenträger enthielten aber nicht das gesamte Angebot der öffentlichen Verkehrsmittel der Schweiz. Insbesondere fehlten spezielle Angebotsformen (Rufbusse, Umlaufseilbahnen) sowie der gesamte Ortsverkehr. Dieser ist hingegen bei der Online-Version von SBB, TPG und ZVV enthalten. Der ZVV bot bis 2013/14 auch weiterhin die Offline-Lösung zum Download an. Sie enthält ausser dem Inhalt des gedruckten Kursbuchs auch die Fahrzeiten verschiedener Linien, die im Kursbuch nur summarisch aufgeführt sind.
Seit 2005/2006 steht das Offizielle Kursbuch im Internet zur Verfügung. Dabei erhält jedes Fahrplanfeld eine eigene PDF. Die Transportunternehmen des öffentlichen Verkehrs haben beschlossen, ab 2018 die vollständige gedruckte Ausgabe des Kursbuchs nicht mehr herauszugeben. Dies weil der Erlös aus dem Verkauf der gedruckten Auflage von zuletzt noch 25'000 Exemplaren die Druckkosten nicht mehr deckte. Binnen 12 Jahren war die Auflage somit um fast 100'000 Exemplaren zurückgegangen.
Nachdem schon diverse Kantone oder Regionen eigene, teils umfangreiche, Fahrplanbücher für ihre eigenen Regionen publizierten, beschlossen die Fahrgastvereine Verkehrs-Club der Schweiz (VCS), Pro Bahn Schweiz und IGöV auf der Grund der Einstellung des gedruckten Offiziellen Kursbuchs eine Ausgabe zu drucken, die das gesamte Offizielle Kursbuch mit Ausnahme der Buslinien abdeckte. Es wurde an ausgewählten SBB-Bahnhöfen verkauft.
2023 wurde die letzte gedruckte Version des Kursbuches herausgegeben. Gemäss Mitteilung des VCS ging die Nachfrage nach dem gedruckten Fahrplan in den letzten Jahren stetig zurück, und eine kostendeckende Produktion war nicht mehr möglich. Die Suche nach einer Nachfolgelösung ist trotz intensiven Bemühungen nicht gelungen. Aus diesem Grund konnte das Kursbuch 2024 nicht mehr gedruckt werden.

### Nummerierung seit 1982
Die Linien der Verkehrsmittel sind in nummerierten Fahrplanfeldern aufgeführt. So besitzt die Bahnlinie Basel–Frick–Zürich (Bözberglinie) das Fahrplanfeld 700. Die Seilbahnen und Schiffe haben 2000er- und 3000er-Nummern, wobei die Hunderterstellen in etwa den Bahnlinien folgen, z. B. findet sich die Polybahn in Zürich unter der Nummer 2700 und die Zürichseeschifffahrt unter 3730. Die Kursbuchfeldnummern der Busse basieren auf Regionen, deren Nummerierung ebenfalls grob den Bahnlinien folgt, so haben die Buslinien im ZVV das Präfix 70, gefolgt von einem dreistelligen Suffix, beispielsweise 70.530 für die Linie 530.

### Piktogramme
Im Kursbuch werden folgende Piktogramme eingesetzt (Stand 2016/2017 sowie 2017/2018):

#### Verkehrsmittel
| Piktogramm | Bedeutung    |
| ---------- | ------------ |
|            | Zug          |
|            | Dampfbetrieb |
|            | Autobus      |
|            | Doppeldecker |
|            | Schiff       |
|            | Dampfschiff  |

| Piktogramm | Bedeutung     |
| ---------- | ------------- |
|            | Sesselbahn    |
|            | Standseilbahn |
|            | Gondelbahn    |
|            | Luftseilbahn  |

#### Verkehrsmittelcharakteristik
| Piktogramm | Bedeutung                         |
| ---------- | --------------------------------- |
|            | Nur 1. Klasse                     |
|            | Nur 2. Klasse                     |
|            | Barwagen / Schiff-Buffett         |
|            | Bistrowagen / Schiffsbistro       |
|            | Service am Platz in der 1. Klasse |
|            | Direkte Wagen                     |
|            | Familienwagen mit Spielplatz      |
|            | Kein Veloselbstverlad             |
|            | Liegewagen                        |
|            | Minibar oder Cateringzone         |
|            | Keine Gruppenbeförderung          |
|            | Panoramawagen                     |

| Piktogramm | Bedeutung                                  |
| ---------- | ------------------------------------------ |
|            | Nicht rollstuhlgängig                      |
|            | Eingeschränkt rollstuhlgängig              |
|            | Rollstuhlgängig, Voranmeldung erforderlich |
|            | Rollstuhlgängig                            |
|            | Reservierung möglich                       |
|            | Reservierung obligatorisch                 |
|            | Ruhesessel                                 |
|            | Restaurant                                 |
|            | Selbstkontrolle                            |
|            | Schlafwagen                                |
|            | Velos: Reservierung obligatorisch          |
|            | Zug mit Zuschlag                           |

#### Bahnhöfe und Haltestellen
| Piktogramm | Bedeutung               |
| ---------- | ----------------------- |
|            | Halt nur zum Aussteigen |
|            | Halt nur zum Einsteigen |
|            | Halt auf Verlangen      |
|            | Grenzbahnhof            |
|            | Flughafen               |

| Piktogramm | Bedeutung                                 |
| ---------- | ----------------------------------------- |
|            | Minimal benötigte Umsteigezeit: 5 Minuten |
|            | Minimal benötigte Umsteigezeit: 8 Minuten |

#### Verkehrstage
| Piktogramm | Bedeutung             |
| ---------- | --------------------- |
|            | Montag                |
|            | Dienstag              |
|            | Mittwoch              |
|            | Donnerstag            |
|            | Freitag               |
|            | Samstag               |
|            | Sonntag               |
|            | Nacht Freitag/Samstag |
|            | Nacht Samstag/Sonntag |

| Piktogramm | Bedeutung                           |
| ---------- | ----------------------------------- |
|            | Montag–Freitag ohne allg. Feiertage |
|            | Täglich ohne Samstage               |
|            | Samstage, Sonn- und allg. Feiertage |
|            | Montag–Samstag ohne allg. Feiertage |
|            | Sonntage und allg. Feiertage        |
|            | Verkehrt nicht täglich              |

#### Fahrplanlesen
| Piktogramm | Bedeutung                     |
| ---------- | ----------------------------- |
|            | Ankunftszeit                  |
|            | Bergfahrt                     |
|            | Talfahrt                      |
|            | weiterblättern, weiter rechts |
|            | zurückblättern                |
|            | Anschluss mit Umsteigen       |

### Gliederung
Gliederung nach dem Stand des Kursbuchs 2010/2011.
Band 1 Bahnen, Seilbahnen, Schiffe:
- Bahnen: 100 bis 960
- Autoverlad durch Alpentunnels: 1975 bis 1986
- Seilbahnen: 2003 bis 2995
- Schiffe: 3150 bis 3940
- Nachtbusse: 9201 bis 9609

Band 2 Autobusse West:
- Autobusse und Tram: 10.000 bis 50.961

Band 3 Autobusse Ost (einschliesslich Fürstentum Liechtenstein):
- Autobusse und Tram: 60.000 bis 90.951